# Denham Green
Denham Green – osada w Anglii, w Buckinghamshire. Leży 33,5 km od miasta Aylesbury, 56,9 km od miasta Buckingham i 30,4 km od Londynu. W 2001 miejscowość liczyła 2269 mieszkańców.